# Pneumocystis jirovecii
Pneumocystis jirovecii är en svampart som beskrevs av Frenkel 1976. Pneumocystis jirovecii ingår i släktet Pneumocystis och familjen Pneumocystidaceae.  Arten är reproducerande i Sverige. Inga underarter finns listade i Catalogue of Life.

## Källor
